# Пеке (Колумбия)
Пеке (исп. Peque) — город и муниципалитет на северо-западе Колумбии, на территории департамента Антьокия. Входит в состав субрегиона Западная Антьокия.

## История
Поселение, из которого позднее вырос город, было основано 3 января 1868 года. Муниципалитет Пеке был выделен в отдельную административную единицу в 1915 году.

## Географическое положение

Муниципалитет Пеке

Город расположен в северо-западной части департамента, в гористой местности Западной Кордильеры, к западу от реки Каука, на расстоянии приблизительно 87 километров к северо-северо-западу (NNW) от Медельина, административного центра департамента. Абсолютная высота — 1447 метров над уровнем моря.

Муниципалитет Пеке граничит на севере и северо-востоке с муниципалитетом Итуанго, на востоке — с муниципалитетом Сабаналарга, на юге — с муниципалитетами Буритика и Каньясгордас, на юго-западе — с муниципалитетом Урамита, на западе — с муниципалитетом Дабейба. Площадь муниципалитета составляет 392 км².

## Население
По данным Национального административного департамента статистики Колумбии, совокупная численность населения города и муниципалитета в 2012 году составляла 10 536 человек.
Динамика численности населения муниципалитета по годам:
| 2005 | 2006 | 2007 | 2008   | 2009   | 2010   | 2011   | 2012   |
| ---- | ---- | ---- | ------ | ------ | ------ | ------ | ------ |
| 9621 | 9760 | 9889 | 10 017 | 10 146 | 10 273 | 10 411 | 10 536 |

Согласно данным переписи 2005 года мужчины составляли 52,7 % от населения Пеке, женщины — соответственно 47,3 %. В расовом отношении белые и метисы составляли 99,9 % от населения города; негры, мулаты и райсальцы — 0,1 %.
Уровень грамотности среди всего населения составлял 70,2 %.

## Экономика
Основу экономики Пеке составляют сельскохозяйственное производство, добыча полезных ископаемых и заготовка древесины.

54,7 % от общего числа городских и муниципальных предприятий составляют предприятия торговой сферы, 36,5 % — предприятия сферы обслуживания, 5,1 % — промышленные предприятия, 3,7 % — предприятия иных отраслей экономики.